# Spinatimonomma similifulvum
Spinatimonomma similifulvum es una especie de coleóptero de la familia Monommatidae.

## Distribución geográfica
Habita en India.